# レオポルト (アンハルト＝ケーテン侯)
レオポルト・フォン・アンハルト＝ケーテン（Leopold von Anhalt-Köthen, 1694年11月29日 - 1728年11月19日）は、アスカーニエン家の人物でアンハルト＝ケーテン侯（在位：1704年 - 1728年）。ヨハン・ゼバスティアン・バッハを支持し、バッハとは生涯を通じて交友をもった。

## 生涯

### 家族
レオポルトはアンハルト＝ケーテン侯エマヌエル・レープレヒト（1671年 - 1704年）と貴賤結婚による妻ギーゼラ・アグネス・フォン・ラートとの間の次男である。ギーゼラは1694年以来ニーエンブルク帝国伯爵夫人の称号を有した。レオポルトには5人兄弟姉妹がおり、なかでも弟アウグスト・ルートヴィヒ（1697年 - 1755年）、妹クリスティアーネ・シャルロッテ（1702年 - 1745年）はレオポルトより長生きし、弟アウグストはレオポルトの後を継いだ。

### 幼少期

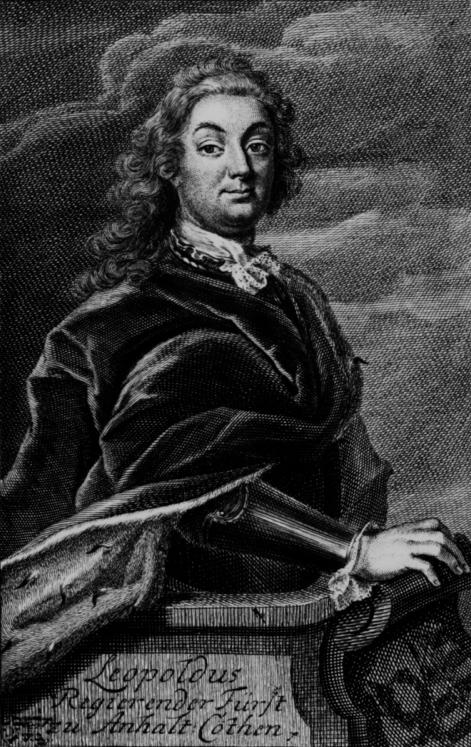
アンハルト＝ケーテン侯レオポルト

父は1704年に早世したため、母が当時10歳のレオポルトの摂政をつとめ、レオポルトは母の影響を大きく受けることになった。父の残した遺言は、厳格なルター派の母を後見人と定めていたが、そのために争いが起きるといけないので、同時にプロイセン王フリードリヒ1世を上位後見人としていた。母はレオポルトにルター派の教育を施していたが、フリードリヒ1世らはレオポルトが改革派となることを希望していた。またフリードリヒ1世はブランデンブルク・アン・デア・ハーフェルに騎士アカデミーを近年創設したばかりだった。したがってレオポルトが騎士アカデミーに入学するべき決定が下され、レオポルトは1708年から1710年の間そこで学ぶこととなったのであった。1708年11月にはベルリナー・ホーフでアウグスティン・ラインハルト・シュトリッカーの大掛かりな祝賀オペラ「アレクサンダーとロクサーネンの結婚」が催され、レオポルトは舞踏役として参加した。
またレオポルトが音楽好きであったことを示すエピソードとして、1707年10月にそれまで宮廷楽団がなかったケーテン宮廷に3人の音楽家を雇うように母を説得している、というものがある。

### グランドツアー
1710年10月9日、レオポルトは貴族の子弟の慣習に従い、グランドツアーを開始した。その際、ルター派のクリストフ・ヨープスト・フォン・ツァンティアーが随行した。「適切な改革派の案内人が見からなかった」というのが理由であった。1710年から1711年にかけての冬、デン・ハーグを旅した。デン・ハーグでは4ヶ月しか滞在しなかったが、その間に12ものオペラを鑑賞した。レオポルトの音楽への傾倒ぶりがよく表れている。とりわけレオポルトはジャン＝バティスト・リュリの作品を好み、その出版譜を手に入れ大事にした。またレオポルトは自らチェンバロやヴァイオリンの演奏をした。
レオポルトが1711年に自国へ戻ると、フリードリヒ1世はレオポルトをプロイセン軍の将校に任命しようとしたが、レオポルトの母の賛同が得られず、この案は取り消された。その代わりレオポルトはイギリスへ旅を継続し、ロンドンの歌劇場とオクスフォード大学を訪れた。レオポルトはこの大学の図書館に強い関心を抱いた。
それからオランダ、フランクフルト・アム・マイン、アウクスブルクをまわってイタリアへと移動した。ヴェネツィアではオペラをよく鑑賞し、レオポルト分の出費だけでも130ターラーに上った。またローマを巡るにあたってはヴァイオリンの名手で後のドレスデンの宮廷楽長のヨハン・ダーフィト・ハイニヒェンを一ヶ月の間雇い、師事している。この名人はローマ以降もイタリアの案内をしばらく務めたことだろう。さらにフィレンツェを訪れ、トリノを訪れ、9日後にはウィーンを訪れた。そこでレオポルトはフランチェスコ・マンチーニの「12のカンタータ集」を入手している。
1713年4月17日、レオポルトはケーテンへと帰った。グランド・ツアーの総額は55,749ターラーだった。宮廷ではこの高額の出費に批判の声が上がったが、レオポルトは宮廷楽団を設立し、旅費の半額を私財から出すことでこの批判を抑えた。1713年、ベルリンの宮廷楽団が解散したため、レオポルトはとびきりすぐれた音楽家を雇うことができた。この新しい宮廷楽団の初代指揮者としてレオポルトがベルリンにいたころから知っていたオペラ作曲家シュトリッカーが1714年7月雇われた。

### 統治時代
1715年11月30日、レオポルトは「統治できる」（vogtbar）年齢になり、1716年5月14日宮殿と市庁舎において家臣の主君に対する託身の儀を受けた。1704年から1715年にかけて摂政を務めたレオポルトの母は、結婚の際受け取った地（Witwensitz）ニーエンブルクへと引くことにした。しかし就任後早々にレオポルトは難問と向き合うこととなったのだった。1702年からアンハルト＝ケーテンで実施された長子相続権のために、レオポルトは弟アウグスト・ルートヴィヒに補償を支払わなければならなかった。弟アウグストはギュステンを間に挟んで向こうに位置する飛び地ヴァルムスドルフの宮殿（1547年にゲオルク3世（Georg III.）が建設）と土地をそこで得られるすべての収入込で受け取り（1715/16年の収入が9,893ターラー、1714/1715年の収入が13,094ターラー）、他にもさまざまな譲歩を得た。
親政を始めた22歳のレオポルトは、ヨハン・ゼバスティアン・バッハを自らの宮廷楽団の楽長に任命した。レオポルトのこの作曲家との交友は1716年1月24日の妹の結婚式にまでさかのぼることができるだろう。バッハはこの時ヴァイマルのエルンスト・アウグスト1世公（Ernst August I.）に随行してニーエンブルクを訪れたのだった。1717年初頭までシュトリッカーが宮廷楽長を務め、シュトリッカーがケーテンを去った後1717年8月5日にはバッハがケーテンとの契約を交わしていた。しかしヴァイマルで退職願を申請していなかったため、しばらくの間拘禁されることとなった。年が変わって1718年、バッハはようやくケーテン宮廷楽長の任についたのだった。
音楽への関心を持つ若き侯爵のおかげで（彼はオーケストラで時折みずからヴァイオリンを手にした）ケーテン時代はヨーハン・ゼバスティアン・バッハにとって最も実り多き時代となった。この地で数多くの器楽曲、協奏曲、『ブランデンブルク協奏曲』の大部分、『平均律クラヴィーア曲集』第1巻、そして多くの管弦楽組曲が誕生した。レオポルト侯はバッハの夭折した息子レオポルト・アウグストの誕生の際に名付け親として立会い、1723年にバッハが様々な事情からライプツィヒへ去った後も彼との親交を続けた。
その後ニーエンブルクの母やヴァルムスドルフにいるアウグスト・ルートヴィヒとの間で繰り返し争いを抱えた。したがって1718年（または1719年）、レオポルトは軍隊を2人の土地に送り、レオポルトの紋章を取り付けさせた。しかし母はレオポルトの紋章をすぐに取り外させた。この侮辱に対し、レオポルトは1721年、ニーエンブルクに再度軍隊を送り、紋章を再び取り付けさせ、そこの地方弁護士ヨーハン・ヤーコプ・ランゲマッハを逮捕させた。アンハルト＝ベルンブルクの向こうに位置する飛び地ヴァルムスドルフにも軍隊は送られ、アウグストの依頼で職務を行っていた5人の裁判官が逮捕された。1722年8月、レオポルトはアウグスト・ルートヴィヒと和議を結んだ。ただし母とは和解できなかった。
1721年12月、レオポルトは同族のアンハルト＝ベルンブルク侯カール・フリードリヒの娘フリーデリケ・ヘンリエッテ（1702年 - 1723年）と結婚した。彼女は女の子を産み、ギゼラ･アグネス（1722年 - 1751年）と名づけられた。それはおそらく母との間の和解に向けた歩み寄りとして解釈できるだろう。1725年、最初の妻が他界した後にナッサウ＝ジーゲン侯フリードリヒ・ヴィルヘルム1世の娘シャルロッテ・フリーデリケ（1702年 - 1785年）と再婚した。彼女は2人の子供を生んだが、2人ともすぐに他界した。
1728年12月17日、レオポルトはヴァイオリンを最後に手にし、その2日後34歳で亡くなった。息子がなかったためアウグスト・ルートヴィヒがアンハルト＝ケーテン侯領を継いだ。一人娘ギゼラ・アグネスはアンハルト＝デッサウ侯レオポルト2世と結婚した。
1729年3月23日、レオポルトは聖ヤコブ教会の侯爵用墓地に埋葬され、その一日後バッハは聖ヤコブ教会の追悼ミサで『子らよ嘆け、全世界に嘆け』（Klagt, Kinder, klagt es aller Welt, BWV 244a）を演奏した。完成したばかりのマタイ受難曲から9楽章がこの追悼カンタータに転用されたと考えられている。テキストのみが伝えられ、2010年同地で復元版が初演された。

## 業績
アンハルト＝ケーテン侯領で1714年に新しく創設された宮廷楽団は、まずシュトリッカーの下、それからバッハの下で活動し、重要な文化的蓄積をなした。バッハの世俗音楽の大部分はケーテン時代の創作期に負っている。さらに1718年、アウグスト・ルートヴィヒと共に宮廷図書館をBibliotheque publiqueとして新たに設立している。もっとも最初は蔵書190冊と、その規模は控えめなものであった。1724年にはケーテン宮殿庭園をバロック様式に作り変え、大規模な栽培温室とそれを収容する見事な建物が立てられた。
レオポルトはブルクシュトラーセ（Burgstraße）を修復し、ケーテンのヴァルシュトラーセ（Wallstraße）を根本的に改修した。バッハの新しい住居はここに与えられた。1723年にレオポルトの援助でケーテン孤児院が開かれた。ケーテナー・レオポルトシュトラーセ（Köthener Leopoldstraße）は彼にちなんで名づけられている。